# Калуцкая, Лина Рахматуловна
Лина Рахматуловна Калуцкая (род. 1 октября 1988), в девичестве Бикулова — российская легкоатлетка, специалистка по спортивной ходьбе. Выступала за сборную России по лёгкой атлетике в 2010-х годах, обладательница бронзовой медали Универсиады в Казани, победительница Кубка мира в командном зачёте, победительница и призёрка первенств всероссийского значения. Представляла Москву и Челябинскую область. Мастер спорта России международного класса.

## Биография
Лина Бикулова родилась 1 октября 1988 года. Занималась лёгкой атлетикой в Челябинске, тренеры — О. В. Иванова, О. В. Одер.
Первого серьёзного успеха на всероссийском уровне добилась в сезоне 2013 года, когда на чемпионате России по спортивной ходьбе в Чебоксарах превзошла всех соперниц в дисциплине 20 км и завоевала золотую медаль. Будучи студенткой, представляла страну на домашней Универсиаде в Казани — стала бронзовой призёркой в личном зачёте 20 км и выиграла командный зачёт.
В 2014 году на Кубке мира в Тайцане с личным рекордом 1:28:12 заняла 12-е место в личном зачёте 20 км, при этом россиянки стали победительницами командного зачёта. На чемпионате России в Чебоксарах взяла в той же дисциплине бронзу.
В 2015 году уже под фамилией Калуцкая стартовала на Универсиаде в Кванджу — на сей раз в ходьбе на 20 км показала 12-й результат, в составе российской национальной сборной вновь стала победительницей командного зачёта.
За выдающиеся спортивные достижения удостоена почётного звания «Мастер спорта России международного класса».